# یواس‌اس ویلیام آر راش (دی‌دی-۷۱۴)
یواس‌اس ویلیام آر راش (دی‌دی-۷۱۴) (به انگلیسی: USS William R. Rush (DD-714)) یک کشتی بود که طول آن ۳۹۰ فوت ۶ اینچ (۱۱۹٫۰۲ متر) بود. این کشتی در سال ۱۹۴۵ ساخته شد.